# باشگاه فوتبال الشباب ریاض
باشگاه فوتبال الشباب عربستان سعودی (به عربی: نادي الشباب السعودي)، به معنای جوانان) یکی از باشگاه‌های حرفه‌ای فوتبال در عربستان است که در شهر ریاض پایتخت عربستان سعودی قرار دارد. این باشگاه در سال ۱۹۴۷ با نام شباب الریاض تأسیس شد ولی در سال ۱۹۶۷ به الشباب تغییر نام داد. باشگاه الشباب یکی از باشگاه‌های بازیکنان ساز است که بازیکنان بزرگی را به فوتبال عربستان معرفی کرده‌است. مانند سعید العویران مهاجم گلزن تیم ملی عربستان در جام جهانی ۱۹۹۴ آمریکا و همچنین فؤاد امین اولین گلزن عربستان در جامهای جهانی در مقابل هلند. الشباب همچنین به عنوان باشگاهی که بیشترین بازیکن را به دیگر باشگاه‌های عربستان می‌فروشد شناخته می‌شود. این تیم در فصل ۹۳–۱۹۹۲ رقابتهای لیگ قهرمانان آسیا با شکست برابر پاس به مقام نایب قهرمانی و در مسابقات جام برندگان جام آسیا ۰۱–۲۰۰۰ به مقام قهرمانی و در سوپر جام آسیا ۲۰۰۱ به مقام نایب قهرمانی رسید.

## تاریخچه
این تیم عربستانی توسط مالک‌های عربستانی و اماراتی در سال ۱۹۶۴ ساخته شد.
این تیم می توان یک تیم مشهور برای عربستان باشد.

## بازیکنان سرشناس

#### عربستانی
| - ابراهیم تحسین - صالح العمیل - محمد جمعه الحربی - صالح عدنی - احمد حریری - مهدی بن علی - بن عاتق - خالد المعجل - نادر العید - راشد الجمعان |  | - نایف مرزوق - خالد سرور - عبدالرحمن الرومی - سعود السمار - عبدالعزیز الرزقان - فهد النفیسه - فؤاد انور - صالح الداوود - سالم سرور - سعید العویران |  | - عبدالرحمن القوسی - ناشی خلف - فهد المهلل - مساعد السویلم - فهد الکلثم - خالد ذعار - عبدالله الحارثی - سعید رکبی - عبدالعزیز الحوطی - عواد العنزی |  | - ابراهیم الحلوة - عبدالرحمن الحمدان - محمد الحمدان - مرزوق العتیبی - عبدالله الشیحان - رضا تکر - عبدالله الواکد - خالد الشنیف - عبدالعزیز الخثران - عبد اللطیف الغنام |

## بازیکنان برجسته این تیم:
| - برونو - محمد مانجا - منصور ایاندو - بلادی کوما - نشات اکرم - مانویل مارتنیز - غودین اترام - سرور جپاروف |

- اور بانگا
- ایوان راکیتیچ
- رومان سایس

### بازیکنان جام جهانی
جام جهانی فوتبال ۱۹۹۴
- فؤاد امین
- سعید العویران
- فهد المهلل
- صالح الداوود
- عواد العنزی

جام جهانی فوتبال ۱۹۹۸
- فؤاد امین
- سعید العویران
- فهد المهلل

جام جهانی فوتبال ۲۰۰۲
- رضا تکر
- عبدالعزیز الخثران
- عبدالله الواکد

جام جهانی فوتبال ۲۰۰۶
- محمد خوجا

## بازیکنان سرشناس فعلی
- فهد المولد
- یانیک کاراسکو
- عبدالرزاق حمدالله
- کیم سئونگ-گیو
- گوستاوو کوئیار

## آمار و ترین‌ها
- اولین تیمی که سه دوره پیاپی قهرمان لیگ حرفه‌ای عربستان شده‌است: ۱۹۹۱، ۱۹۹۲، و ۱۹۹۳.
- اولین باشگاهی در عربستان که قهرمان لیگ حرفه‌ای و نازه تأسیس عربستان در سال ۱۹۹۱ شد. همچنین اولین تیمی در عربستان که قهرمان جام قهرمانان عربستان در سال ۲۰۰۸ شد.
- تنهایی باشگاهی در عربستان که در یک روز دو بازی انجام داده‌است. در سال ۱۹۹۹ آن‌ها باید عصر در فینال جام عرب در سوریه و شب در فینال جام ولیعهد عربستان بازی می‌کردند؛ که این اتفاق به دلیل برنامه‌ریزی بد فدراسیون عربستان بود؛ بنابراین مسئولان تیم تصمیم گرفتند دو تیم تشکیل دهند که یک تیم در فینال جام عرب و تیم دوم در ریاض و در فینال جام ولیعهد در مقابل الهلال شرکت کند. به همین دلیل در سوریه شکست خودند و در ریاض قهرمان شدند.
- بهترین پیروزی الشباب در مقابل الشواله است با نتیحه ۰–۸ که در طی که تورنمت دوستانه بدست آمد. بهترین پیروزی در یک بازی رسمی هم در مقابل الطایی بدست آمده با حساب ۰–۷ که در طی مسابقات لیگ حرفه‌ای عربستان در سال ۲۰۰۳ بدست آمد. تنها نتیجه‌ای که توانایی شسکت این رکورد را داشت پیروزی ۱–۶ برابر النصر بود در سری مسابقات لیگ حرفه‌ای عربستان در سال ۲۰۰۴.

## افتخارات
- لیگ حرفه‌ای عربستان: ۶
  - قهرمان: ۱۹۹۱، ۱۹۹۲، ۱۹۹۳، ۲۰۰۴، ۲۰۰۶، ۲۰۱۲
  - نایب قهرمان: ۱۹۸۲، ۱۹۸۵، ۱۹۸۹، ۱۹۹۸، ۲۰۰۵
- جام پادشاهی عربستان: ۳
  - قهرمان: ۲۰۰۸، ۲۰۰۹، ۲۰۱۴
- جام ولیعهد عربستان: ۳
  - قهرمان: ۱۹۹۳، ۱۹۹۶، ۱۹۹۹
    - نایب قهرمان: ۱۹۹۲، ۱۹۹۴، ۲۰۰۰، ۲۰۰۹
- سوپر جام فوتبال عربستان سعودی:
  - قهرمان: ۲۰۱۴
    - نایب قهرمان (۲): ۱۹۹۹, ۲۰۰۰
- جام فدراسیون عربستان: ۵
  - قهرمان: ۱۹۸۸، ۱۹۸۹، ۲۰۰۹، ۲۰۱۰، ۲۰۱۱
  - نایب قهرمان: ۱۹۹۹، ۲۰۰۰
- لیگ دسته اول فوتبال عربستان سعودی: ۱
  - قهرمان: ۱۹۷۶
- جام پادشاهی عربستان: ۱
  - قهرمان: ۱۹۶۰
- لیگ قهرمانان آسیا: ۱
  - نایب قهرمان: ۹۳–۱۹۹۲
- جام در جام آسیا: ۱
  - قهرمان: ۲۰۰۱
- سوپرجام آسیا: ۱
  - نایب قهرمان: ۲۰۰۱
- جام قهرمانان باشگاه‌های عربی: ۲
  - قهرمان :۱۹۹۲، ۱۹۹۹
- سوپر جام عرب: ۲
  - قهرمان: ۱۹۹۶، ۲۰۰۱
- جام قهرمانان باشگاه‌های خلیج فارس: ۲
  - قهرمان: ۱۹۹۳، ۱۹۹۴

### عملکرد در آسیا
- لیگ قهرمانان آسیا: ۳ حضور
  - مرحله گروهی: ۲۰۰۵، ۲۰۰۷
  - یک چهارم نهایی: ۲۰۰۶
- جام باشگاه‌های آسیا: ۳ حضور
  - نیمه نهایی: ۱۹۹۳
    - مرحله گروهی: ۱۹۹۴ ; ۱۹۹۵

## مدیران
- عبدالرجمن بن سعید (۱۳۶۷–۱۳۷۷ ه‍.ق).
- عبدالله بن حمد (۱۳۷۷–۱۳۸۰ ه‍.ق).
- عبدالله التویجری (۱۳۸۱–۱۳۸۸ ه‍.ق).
- عبدالحمید مشخص (۱۳۸۸–۱۳۹۳ ه‍.ق).
- امیر فهد بن ناصر بن عبد العزیز (۱۳۹۳–۱۴۰۰ ه‍.ق).
- امیر سعد بن فیصل بن سعد (۱۴۰۰–۱۴۰۱ ه‍.ق).
- امیر خالد بن سعد بن فهد (۱۴۰۱–۱۴۱۰ ه‍.ق)، (۱۴۱۳–۱۴۱۵ ه‍.ق)، (۱۴۱۷–۱۴۲۰ ه‍.ق)، (۱۴۲۱–۱۴۲۴ ه‍.ق)، (۱۴۲۷ ه‍.ق).
- محمد بن جمعه الحربی (۱۴۱۰–۱۴۱۳ ه‍.ق).
- سلیمان بن حمد المالک (۱۴۱۶–۱۴۱۷ ه‍.ق).
- محمد بن عبدالله النویصر (۱۴۲۰–۱۴۲۱ ه‍.ق).
- طلال بن حسن آل الشیخ (۱۴۲۴–۱۴۲۶ ه‍.ق).
- خالد بن عمر البلطان (۱۴۲۶ ه‍.ق)، (۱۴۲۷ ه‍.ق - تا کنون).

### رسمی
- وبگاه رسمی

### غیررسمی
- اطلاعات باشگاه در وبگاه goalzz.com

### هواداران
- وبگاه رسمی هواداران